# 双溪乡 (磐安县)
双溪乡是中国浙江省金华市磐安县下辖的一个乡。位于磐安县东北部，面积56平方公里，人口7千多人。

## 行政区划
双溪乡下辖17个村：史姆村、芭下村、下山村、王庄村、下元村、丽坑村、傅宅村、后田村、甲口宅村、金鹅村、礼府村、其良村、山早村、横山村、横塘村、潘庄村、梓誉村。
现辖以下地区：
上横山村、下产村、傅宅村、王庄村、后田村、史姆村、里横塘村、笆下村、下元村、金鹅村、甲口宅村、礼府村、丽坑村、其良村、山早村、潘庄村和梓誉村。

## 中国传统村落
梓誉村获评“中国传统村落”。